# Экзотическая звезда
Экзотическая звезда — гипотетический компактный астрономический объект, состоящий не только из электронов, протонов, нейтронов и мюонов, как обычные и нейтронные звёзды, а из других видов материи. Гравитационному коллапсу такой звезды препятствует давление вырожденного газа или другие квантовые эффекты. К экзотическим звёздам относят кварковые (в том числе странные) звёзды (состоящие из кварковой материи), а также звёзды, состоящие из гипотетических частиц, существование которых не доказано (например, преонные звёзды).

## Кварковые и странные звёзды
Под воздействием высокого давления, вызванного гравитационным сжатием, нейтроны звезды могут разделиться на составляющие их u- и d-кварки, и она становится, по существу, одним большим ядром. Такое гипотетическое состояние обозначают термином «кварковая звезда» или, если среди кварков есть странные, «странная звезда».
В апреле 2002 на основании данных, полученных космической обсерваторией «Чандра», было сделано предположение, что два объекта, которые ранее считались нейтронными звёздами, RX J1856.5-3754 и 3C58, могут оказаться кварковыми. Согласно известным законам физики, первая звезда была бы намного меньше, а вторая — намного холоднее, если бы они состояли из материи плотнее, чем нейтронная. Позднее более подробный анализ данных показал, что температура RX J1856.5-3754 не так высока, как считалось ранее, и этот объект был исключён из списка кандидатов в кварковые звёзды.

## Электрослабые звёзды
Электрослабая звезда — гипотетический тип экзотической звезды, в которой гравитационному коллапсу препятствует давление излучения, вызванное электрослабым горением.
Этот процесс происходит в объёме ядра звезды, сравнимом размерами с яблоком и массой приблизительно равной двум массам Земли.
По предположению теоретиков, электрослабые звёзды могут возникать после коллапса сверхновых. Такие звёзды плотнее, чем кварковые, и могут формироваться, если давление вырожденного газа кварков уже не может противостоять гравитационному сжатию. Такая фаза жизни звезды может длиться до 10 миллионов лет.

## Преонные звёзды
Преонная звезда — гипотетический тип звезды, которая состоит из преонов, вида элементарных частиц, которые также лишь теоретически предсказаны. Предполагается, что они имеют огромные плотности, превышающие 1023 кг/м3. Они могут иметь бо́льшие плотности, меньшие массы и более высокие светимости, чем кварковые и нейтронные звёзды.
 Преонные звёзды могут образовываться после взрыва сверхновой или возникнуть сразу после Большого взрыва. Эти объекты могут, в принципе, наблюдаться в гамма-лучах или при гравитационном линзировании. Преонные звёзды являются кандидатами в составляющие тёмной материи.
С точки зрения общей теории относительности, звезда, радиус которой становится меньше её радиуса Шварцшильда, коллапсирует и становится чёрной дырой. Чтобы этого не произошло с преонной звездой, её радиус должен быть менее 40 метров, а масса — 0,013 солнечных масс.

## Бозонные звёзды
Бозонная звезда — гипотетический астрономический объект, состоящий из бозонов (в отличие от обычных звёзд, состоящих из фермионов). Для наличия объектов такого типа должен существовать стабильный тип бозона с малой массой. Такие звёзды могут быть обнаружены по гравитационному излучению, испускаемому двойной системой, состоящей из бозонных звёзд.
На 2002 год не существует наблюдательных доказательств существования таких звёзд.
Бозонные звёзды могут формироваться при гравитационном коллапсе на ранних стадиях Большого взрыва.Сверхмассивные бозонные звёзды могут возникать, по крайне мере теоретически, в ядрах галактик, и это объяснило бы многие наблюдаемые свойства активных галактических ядер. Бозонные звёзды также рассматриваются как возможная составляющая тёмной материи.

## Планковские звезды
Планковская звезда — гипотетический компактный астрономический объект, который образуется когда плотность энергии коллапсирующей звезды достигает планковской плотности энергии.